# Chorthippus sangiorgii
Chorthippus sangiorgii is een rechtvleugelig insect uit de familie veldsprinkhanen (Acrididae). De wetenschappelijke naam van deze soort is voor het eerst geldig gepubliceerd in 1902 door Finot.
1. ↑  (en) Chorthippus sangiorgii op de IUCN Red List of Threatened Species.